# Sanctuary Records Group
Sanctuary Records Group je hudební vydavatelství sídlící ve Spojeném království a dceřiná firma společnosti BMG Rights Management. Do června 2007 se jednalo o největší nezávislé hudební vydavatelství ve Spojeném království. Jednalo se také o světově největšího vlastníka práv na duševní vlastnictví v oblasti hudby (více než 160 000 skladeb).

## Někdejší umělci
- Aberfeldy
- Alan Price and The Electric Blues Company
- Allman Brothers Band (Hittin' the Note)
- Angelou
- Anthrax
- Apollyon Sun
- The Ataris
- Atomkraft
- Andy Bell
- Belle & Sebastian - Rough Trade Records
- Biohazard
- Bizarre - Urban Division
- Black Sabbath (s výjimkou US a Kanady)
- Blondie
- Blue Nile
- Blue Öyster Cult
- Blues Traveler
- Brides of Destruction
- The Charlatans - Creole Records
- Corrosion of Conformity
- The Cranberries
- The Damned
- Bruce Dickinson
- Rob Dickinson
- Dio
- Peter DiStefano
- Dokken
- DragonForce
- Drowning Pool
- De La Soul - Urban Division
- Earth, Wind and Fire - Urban Division
- Emerson, Lake & Palmer (mimo US, Kanady a Japonska)
- Engerica
- Europe
- Ex Cathedra
- The Fall
- Fun Lovin' Criminals
- Gamma Ray
- The Gathering
- Thea Gilmore
- Gizmachi
- Gorky's Zygotic Mynci
- Gravity Kills
- Adam Green
- Groove Armada
- Guns N' Roses
- Helloween
- Humble Pie
- Idlewild - Pye Records
- Billy Idol
- IllScarlett
- Iron Maiden (pouze v Severní Americe, spolu se Sony Music Entertainment)
- Jane's Addiction
- Jimmy Chamberlin Complex
- Jo O'Meara
- JoBoxers
- Elton John
- Journey
- King Crimson
- The Kinks
- Kiss
- Living Colour
- Lowgold
- Lynyrd Skynyrd
- Manic Street Preachers
- Marillion (US a UK)
- Marmalade
- Christine McVie (s výjimkou Severní Ameriky)
- Meat Loaf
- Megadeth
- Ministry
- Morrissey - Attack Records
- Alison Moyet
- Sally Oldfield
- Jo O'Meara
- William Orbit
- Orange Goblin
- Dolores O'Riordan
- Kelly Osbourne
- Overkill
- Pet Shop Boys
- Photek
- Pitchshifter
- Robert Plant and the Strange Sensation
- Play
- Queensrÿche
- Joey Ramone
- Ray J
- Rollins Band
- Bruce Ruffin
- The RZA
- Saint Etienne
- Scorpions
- Small Faces
- Simple Minds
- Status Quo
- Stratovarius
- The Strokes - Rough Trade Records (pouze UK)
- Styx
- Super Furry Animals
- Tangerine Dream (alba Pink Years a Blue Years)
- Tegan and Sara
- Tesla
- 3 Colours Red
- Uriah Heep
- Venom
- Virgin Steele
- Ween
- Widespread Panic
- Within Temptation (pouze UK)
- Wu-Tang Clan
- Neil Young